# Side to Side
Side to Side è un singolo della cantante statunitense Ariana Grande, pubblicato il 30 agosto 2016 come terzo estratto dal terzo album in studio Dangerous Woman.

## Pubblicazione
Il 13 maggio 2016 la cantante ha annunciato tramite Instagram la possibilità di ascoltare in streaming ulteriori brani tratti dall'album a cadenza giornaliera presso Apple Music. Il giorno seguente, la cantante ha pubblicato una breve anteprima del singolo tramite Instagram, dopo è stato pubblicato su Apple Music nello stesso giorno. Il 30 agosto 2016, la traccia è stata inviata nelle stazioni radiofoniche Urban diventando il terzo singolo estratto dell'album.

## Descrizione
Descritta come una canzone reggae pop, il brano, che conta la partecipazione della rapper trinidadiana Nicki Minaj, presenta un testo che parla del dolore provato dopo il rapporto sessuale. In un'intervista con la giornalista Gaby Wilson di MTV News, la cantante ha spiegato «che tutta la canzone parla di una ragazza che cavalca fino a sentire dolore.», come recita per l'appunto Nicki Minaj che nella sua battuta canta con un linguaggio poco equivoco "cavalco un ca**o, bicicletta".

## Promozione
Ariana Grande ha eseguito il singolo agli annuali MTV Video Music Awards insieme a Nicki Minaj. Delle cyclette e un cavallo con maniglie sono state incluse come oggetti di scena nella performance. La cantante ha anche eseguito la canzone al The Tonight Show Starring Jimmy Fallon ll 8 settembre 2016. Inoltre, ha eseguito il singolo in un medley acustico con il singolo precedente Into You a The Ellen DeGeneres Show il 14 settembre. Il 24 settembre, ha eseguito il singolo all'annuale iHeartRadio Music Festival. Il 20 Novembre, le due cantanti si sono esibite agli American Music Award. Ariana Grande ha deciso di aggiungere la canzone alla scaletta del concerto di beneficenza One Love Manchester tenutosi il 4 giugno 2017 nella città inglese di Manchester. Il concerto aveva lo scopo di commemorare le 22 vittime dell’attentato del 22 maggio 2017, avvenuto durante la tappa del secondo tour mondiale di Ariana Grande (Dangerous Woman Tour) tenutasi nella stessa città.

## Video musicale
Dopo la notte degli MTV Video Music Awards 2016 il 29 agosto, è stato pubblicato sul sito dello shop sportivo Guess il video musicale del singolo. Il video vede la cantante e altre ragazze allenarsi su delle cyclette mentre accennano una coreografia. L'abbigliamento delle artiste è sportivo, per pubblicizzare la famosa azienda. Nella scena finale le cantanti si stagliano in una sauna dalle pareti blu e cantano affiancate da ragazzi in costume da bagno. Il 30 agosto il video è stato pubblicato anche sul sito di Vevo. Il video è stato diretto da Hannah Lux Davis. In una sola settimana il video ha raggiunto le 40 milioni di visualizzazioni e superato 2 milioni di like, facendo diventare Ariana Grande una delle poche artiste a raggiungere questo record. A tre settimane dalla pubblicazione il video viene certificato per aver superato le 100 milioni di visualizzazioni divenendo così il dodicesimo video della cantante a raggiungere tale riconoscimento. Il 29 giugno 2017 il video ha raggiunto il miliardo di visualizzazioni su YouTube, diventando il secondo video musicale della performer statunitense a raggiungere questo traguardo. Attualmente è il video con più visualizzazioni di Ariana Grande con più di 2 miliardi e 100 milioni di visualizzazioni.

## Tracce
Testi e musiche di Ariana Grande, Max Martin, Savan Kotecha, Alexander Kronlud, Ilya Salmanzadeh e Onika Maraj.
Download digitale
1. Side to Side (feat. Nicki Minaj) – 3:46

Download digitale (Remix)
1. Side to Side (feat. Nicki Minaj) (Slushii Remix) – 3:22
2. Side to Side (feat. Nicki Minaj) (Phantoms Remix) – 4:16

## Successo commerciale

### America
A seguito della performance agli MTV Video Music Awards 2016, il singolo ha debuttato alla trentunesima posizione della Billboard Hot 100. Nella settimana del 29 ottobre, ha raggiunto la decima posizione diventando l'ottava top 10 di Grande e la tredicesima di Minaj. Ha poi raggiunto la quarta posizione, rimanendoci per due settimane non consecutive. Il singolo è rimasto nella top 10 di questa classifica per un totale di 15 settimane.
Anche in Canada, nella Billboard Canadian Hot 100, ha raggiunto la quarta posizione.

### Europa
Nel Regno Unito, il singolo ha raggiunto la quarta posizione nella Official Singles Chart, diventando la quarta top 10 di Grande e la decima di Minaj.
Ha avuto un moderato successo negli altri paesi europei, raggiungendo le prime venti posizioni in paesi come la Danimarca, l’Irlanda e la Svezia. In Italia, invece, il singolo si è fermato alla ventottesima posizione.

### Oceania
In Australia, ha raggiunto la terza posizione nella ARIA Singles Chart diventando la quarta top 10 di Grande in questa classifica.
In Nuova Zelanda, ha raggiunto la seconda posizione diventando la quinta top 10 di Grande.

## Classifiche

### Classifiche settimanali
| Classifica (2016) | Posizione massima |
| ----------------- | ----------------- |
| Australia         | 3                 |
| Austria           | 22                |
| Belgio (Fiandre)  | 23                |
| Belgio (Vallonia) | 15                |
| Bulgaria          | 9                 |
| Canada            | 11                |
| Danimarca         | 13                |
| Francia           | 66                |
| Germania          | 24                |
| Irlanda           | 5                 |
| Italia            | 28                |
| Libano            | 9                 |
| Norvegia          | 8                 |
| Nuova Zelanda     | 2                 |
| Paesi Bassi       | 11                |
| Polonia           | 11                |
| Portogallo        | 10                |
| Regno Unito       | 3                 |
| Repubblica Ceca   | 10                |
| Russia            | 81                |
| Slovacchia        | 11                |
| Spagna            | 26                |
| Stati Uniti       | 4                 |
| Svezia            | 13                |
| Svizzera          | 21                |
| Ungheria          | 9                 |

### Classifiche di fine anno
| Classifica (2016) | Posizione |
| ----------------- | --------- |
| Australia         | 37        |
| Canada            | 55        |
| Germania          | 96        |
| Paesi Bassi       | 75        |
| Regno Unito       | 49        |
| Stati Uniti       | 77        |
| Svezia            | 95        |
| Ungheria          | 34        |
| Classifica (2017) | Posizione |
| Brasile           | 79        |